# Friedmar Erfurt
Friedmar Erfurt (* 22. Januar 1941 in Elsterberg) ist ein deutscher Ingenieur, Professor für Technische Mechanik und ehemaliger Rektor der Technischen Universität Chemnitz.

## Leben
Friedmar Erfurt studierte Angewandte Mechanik an der Technischen Hochschule Dresden und promovierte 1971 zum Thema Untersuchung des Zerspanungsvorganges mittels der Thermoviskoplastizitätstheorie. Von 1969 bis 1975 arbeitete er am Institut für Werkzeugmaschinen Karl-Marx-Stadt.
Ab 1975 war er als wissenschaftlicher Oberassistent an der Technischen Universität Dresden tätig.
Seine Habilitation mit dem Thema Zur Anwendung der Separationsmethode in der Schalentheorie schloss er 1978 ab.
Danach wechselte er an die Technische Hochschule Karl-Marx-Stadt, wo er 1980 zum Hochschuldozent und 1982 zum ordentlichen Professor für Technische Mechanik berufen wurde. 1983 übernahm er die Leitung der Sektion Maschinenbauelemente und war von 1987 bis 1988 Prorektor für Naturwissenschaft und Technik.
Von 1989 bis 1991 war Friedmar Erfurt Rektor der Technischen Universität Chemnitz.
1990 regte er die Gründung eines Fördervereins für das Industriemuseum Chemnitz an. Am 15. Mai 1991 wurde er wegen des Verdachts der Arbeit für das Ministerium für Staatssicherheit mit sofortiger Wirkung beurlaubt.